# Val-d'Illiez
Val-d'Illiez ([valdiˈji(ə)], toponimo francese; in tedesco Vadelier, desueto) è un comune svizzero di 1 902 abitanti del Canton Vallese, nel distretto di Monthey.

## Storia
Dal suo territorio nel 1839 è stata scorporata la località di Champéry, divenuta comune autonomo.

## Monumenti e luoghi d'interesse

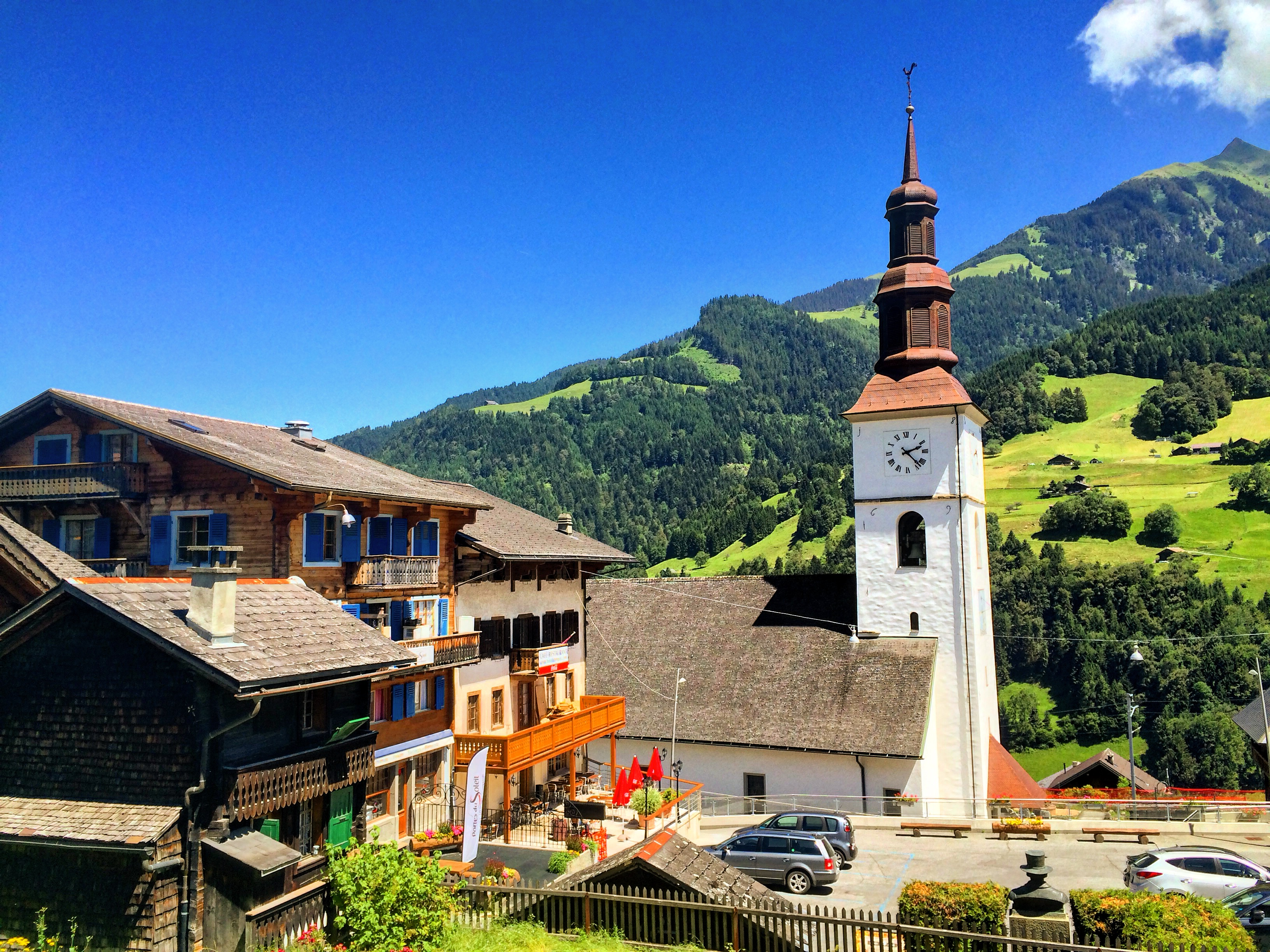
La chiesa di San Maurizio

- Chiesa parrocchiale cattolica di San Maurizio, eretta nel XII secolo e ricostruita nel 1434 e nel 1687[1].

## Società

### Evoluzione demografica
L'evoluzione demografica è riportata nella seguente tabella:
Abitanti censiti

## Economia

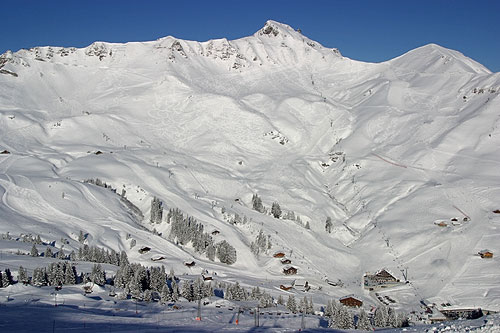
Les Crosets

Nel territorio comunale sorgono le stazioni sciistiche di Champoussin e Les Crosets, parte del comprensorio Portes du Soleil, sviluppatesi a partire dal 1959.

## Infrastrutture e trasporti
Val-d'Illiez è servito dall'omonima stazione, sulla ferrovia Aigle-Ollon-Monthey-Champéry.

## Amministrazione
Ogni famiglia originaria del luogo fa parte del cosiddetto comune patriziale e ha la responsabilità della manutenzione di ogni bene ricadente all'interno dei confini del comune.